# Быстрее молнии
«Быстрее молнии» (англ. Quicker Than The Eye) — кинофильм. Экранизация произведения, автор которого — Клод Кюни.

## Сюжет
Фокуснику Бену Норрелу крупно не повезло. Поехав за границу, он был обвинён в убийстве. Теперь Бену потребуется всё умение иллюзиониста, чтобы доказать свою невиновность.